# Edvard Antosiewicz
Edvard Antosiewicz (tudi Edvard Antonijevič), slovenski telovadec, * 24. december 1902, Ljubljana, † 4. januar 1961, Hot Springs, Arkansas, ZDA.
Antosiewicz je osvojil bronasto medaljo na Poletnih olimpijskih igrah 1928 v ekipni gimnastiki, v ekipi so bili še Stane Derganc, Boris Gregorka, Anton Malej, Janez Porenta, Jože Primožič in Leon Štukelj.